# گوردخمه اسحاق‌وند
گوردَخمه‌های اِسحاق‌وند یا گوردخمه‌های سکاوند، در ۲۵ کیلومتری جنوب غربی هرسین در استان کرمانشاه سه گوردخمه تراشیده شده در کوه هستند که مربوط به دوره ماد می‌باشند.  این اثر در تاریخ ۱۲ دی ۱۳۸۶ با شمارهٔ ثبت ۲۰۴۹۲ به‌عنوان یکی از آثار ملی ایران به ثبت رسیده‌است.

## تاریخ اثر
مقابر صخره‌ای که ظاهراً مربوط به دوران قرن هفتم و ششم پ.م. می‌باشند تصویر ناقصی از هنر و بخصوص معماری مادها بدست می‌دهند. هرتسفلد کامل‌ترین فهرست مقابر را در اختیار گذاشته‌است. وی گذشته از مقابر سرزمین پارس شش مقبره برمی‌شمارد که به نظر می‌رسد قدیمترین مقبره همان است که ارنست هرتسفلد متأخرش می‌داند، یعنی رفی برای گذاشتن جنازه، نزدیک سکاوند در جنوب کرمانشاه.
هرتسفلد این مقبره را به گئوماتای مغ نسبت می‌دهد. تنها دلیلش این است که نام سکاوند را با نام دژی که کئوماتای مغ در آن به قتل رسیده بوده قابل تطبیق می‌داند؛ ولی بدیهی است گئوماته که بدست داریوش بزرگ کشته شده بوده نمی‌توانست افتخار داشتن مقبره‌ای را داشته باشد.
بالای رف سکاوند یک هیکل بزرگ و دو هیکل کوچک آدمی در پیرامون آتشگاهی منقوش است. این اشکال غیر متناسب و ناهنجارند. شیوهٔ کار و طرز نقر نقوش بر جسته هنوز با نقوش بر جستهٔ لولوبیان و عیلامیان چندان تفاوتی ندارد.

## نگارخانه

سنگ نگاره مردی در حال عبادت